# Вивонн, Шарль II де
Шарль II де Вивонн (фр. Charles II de Vivonne; ум. после 1588), барон де де Ла-Шатеньере — французский государственный деятель.

## Биография
Сын Шарля I де Вивонна (ум. 1536), сеньора де Ла-Шатеньере, и Изабели Шабо.
Сеньор д'Анвиль, д'Арделе, де Ла-Беродьер, и прочее, государственный советник, капитан пятидесяти тяжеловооруженных всадников. В 1568 году был пожалован в рыцари ордена Святого Михаила.
Сенешаль Сентонжа, камергер герцога Алансонского. Оказал значительные услуги Карлу IX в гражданских войнах, выдержал осаду в Ангулеме, затем верно служил Генриху III, 21 декабря 1586 пожаловавшему его в рыцари орденов короля.
Был противником как гугенотов, так и Католической лиги. Один из его сыновей, Жан де Ла-Шатеньере, преданный Гизам, явился его повидать после дня баррикад. «Несчастный, — сказал ему Шарль, — ты помог изгнать своего короля из собственной столицы, а теперь меня пришел выгнать? Вон отсюда и если снова тебя увижу, всажу кинжал, будешь между твоими двумя небесными мужами».
Во время восстания 12 мая 1588 Жан де Ла-Шатеньере, Тромон и еще несколько дворян возглавили горожан на улице Ла-Юшет и вокруг Малого Шатле, где были возведены баррикады. Их атаковали Дентевиль и Мариво с отрядом швейцарцев и буржуа обратились в бегство. Два мужа, одетых в белое, с рондашами на руке и вооруженные тесаками, угрожающими тоном и видом остановили бегущих и упрекнули в трусости, пробудив в них прежюю ярость и заставив вернуться на баррикады. Число мятежников росло с каждой минутой, французские и швейцарские гвардейцы, которым Генрих III «приказал действовать мягко, стараться запугать и не проливать крови до последней возможности», вскоре были окружены горожанами, напиравшими со всех сторон. Королю пришлось бежать в Шартр. На следующий день пронесся слух, что два небесных мужа пришли на помощь простому народу. На самом деле эти двое обедали в небольшом кабаре на Ла-Юшет, откуда и вышли на улицу, возможно, слегка навеселе.

## Семья
Жена: Рене де Вивонн, дама д'Ум, дочь Жана IV де Вивонна, сеньора д'Ума, и Жанны Рато, вдова Понтюса де Сен-Желе
Дети:
- Клод (р. 1558, ум. ребенком)
- Жан (ум. 1590), убит в битве при Иври
- Фабьо (ум. 1582), убит в ходе Азорской экспедиции Филиппо Строцци
- Луи (ум. 1612), сеньор де Ла-Шатеньере. Жена: Элеонора Шабо, графиня де Конак, дочь Леонора Шабо, сеньора де Жарнака. Вторым браком вышла за Жака д'Аркура
- Шарль III, барон де Ла-Шатеньере, губернатор Партене
- Андре (ум. 24.09.1616), сеньор де Ла-Беродьер, великий сокольничий Франции. Жена: Мари-Антуанетта де Ломени, дочь Антуана де Ломени, сеньора де Виль-о-Клер, и Анн Обур-Поршё
- Элиэтта (ум. 30.08.1625). Муж (10.07.1580): Луи де Монберон, сеньор де Фонтен-Шаландре
- Мари. Муж (26.02.1599): Жиль де Шатийон, барон д'Аржантон
- Изабель (ум. 1632), аббатиса в Бонваль-ле-Туаре
- Элизабет. Муж: Шарль де Майе де Латур-Ландри, граф де Шатору
- Сюзанна, монахиня в аббатстве Жуар